# 厄勒梯亚

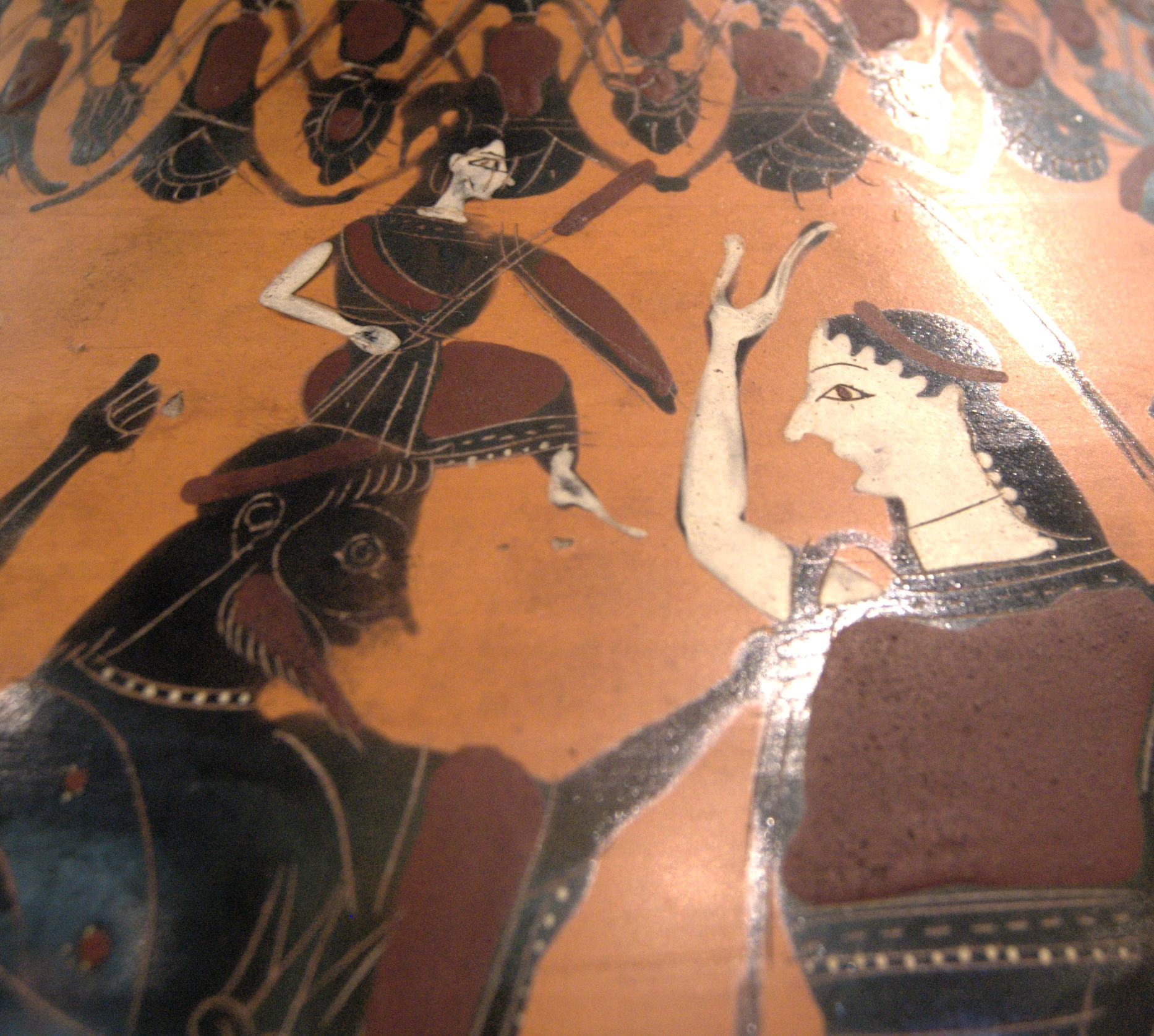
表现雅典娜自宙斯头颅中诞生的瓶画，画中右侧手臂举起者为艾莉西亞

艾莉西亞（古希腊语：Εἰλείθυια , Eileithyia）是希腊神话中的助产女神。罗马又称卢西娜（Lucina）。根据赫西俄德《神谱》所述，厄勒梯亚是第三代神王神后宙斯与赫拉的女儿。

## 简介
艾莉西亞是源自前希腊时期的非印欧神话神祇，其名字的词根不属于印欧语系。研究者认为她可能是米诺斯文化所崇拜的神。在米诺斯文明毁灭后，希腊人把她纳入自己的神话体系，作为生育和助产女神。
现存的最早提到艾莉西亞的文献是史诗《伊利亚特》。荷马在《伊利亚特》中使用复数形式描述艾莉西亞，并说她们是赫拉的女儿。似乎这里的艾莉西亞是指一组（或一类）神。然而在《奥德修纪》中荷马就认为只有一个助产女神了。赫西俄德在《神谱》中甚至为艾莉西亞编写了一个完整的家系，认为她是宙斯与赫拉的孩子。赫西俄德的说法被伪阿波罗多洛斯和狄奥多洛斯·西库卢斯所接受。但是2世纪的地理学家保萨尼阿斯引用了一个现已失传的更古老的文献，该文献说艾莉西亞“精于纺线”（这使她不是与生育，而是与掌管命运的摩伊赖三女神联系起来），并且认为她比宙斯的父亲克罗诺斯的年龄还大（因而就不可能是宙斯的女儿）。古希腊大诗人品达在他的诗作中提到艾莉西亞时也没有说她和宙斯有任何关系。
在古典希腊时代，艾莉西亞的形象被与阿蒂蜜絲和赫拉紧密联系起来，有时甚至认为她们相等。因此在3世纪的罗马学者克劳狄·埃利安的著作中有“保佑分娩的阿蒂蜜絲”这样的话。而在古罗马，人们则常把艾莉西亞与朱诺和卢客娜（朱诺的别名，作为独立神格时是分娩女神）相等同。

## 资料来源
- 《世界神话辞典》，辽宁人民出版社，ISBN 7-205-00960-X
- 沃尔特·博克特，《希腊宗教》，1985年
- 罗伯特·格雷夫斯，《希腊神话》，1955年